# Колесников, Сергей Владимирович
Сергей Владимирович Колесников — российский предприниматель, наиболее известный в связи с открытым письмом президенту Дмитрию Медведеву в 2010 году, в котором он рассказал о коррупционных схемах при строительстве «Дворца Путина».

## Биография
Сергей Владимирович Колесников родился в 1948 году.
В 1966 году поступил и в 1972 году окончил Ленинградский политехнический институт, физико-механический факультет, по специальности биофизика.
По окончании «Политеха» он поступил в аспирантуру Военно-медицинской академии им. С. М. Кирова, затем защитил кандидатскую диссертацию. 20 лет проработал учёным, специализируясь на применении биофизики в медицине.
С июля 1991 года — генеральный директор АОЗТ/ЗАО «ЛЕНБИОМЕД интернэшнл», зарегистрированного Комитетом по внешнеэкономическим связям (КВС) мэрии Санкт-Петербурга.
В сентябре 2006 года вместе с В. Д. Гореловым (сыном Дмитрия Горелова), Н. Т. Шамаловым и Александром Улановым приобрёл контрольный пакет ОАО Выборгский судостроительный завод (ВСД).
Летом 2010 компания ООО Росинвест В. Горелова выставила С. Колесникову иск в арбитражном суде на сумму более двух миллионов рублей.
По соображениям собственной безопасности Колесников уехал в США.
21 декабря 2010 года им было опубликовано открытое письмо президенту Дмитрию Медведеву, в котором со ссылкой на слова своего бывшего компаньона Николая Шамалова он обвинил премьер-министра Владимира Путина в инициировании коррупционных сделок — в частности в том, что условием «финансирования для ряда крупных контрактов в сфере государственного здравоохранения» Путин сделал перевод «Петромедом» 35 % от суммы контракта на зарубежные счета.
В 2011 году стал спонсором проекта электронной демократии «Демократия-2».
В 2012 году участвовал в выборах в Координационный совет российской оппозиции, его регион был указан как Великобритания.
Проживает в Эстонии, где имеет бизнес в сфере недвижимости.
В 2020 году вновь рассказал о коррупционных схемах Владимира Путина оппозиционеру Алексею Навальному в рамках документального фильма-расследования «Дворец для Путина. История самой большой взятки».

## Дворец для Путина
Причастность Колесникова к этому описана в его письме к Медведеву[когда?]

 и освещалась средствами массовой информации, в частности Дэвидом Игнатиусом в «Вашингтон пост», который на основании своих расследований пришел к выводу, что «Колесников — один из тех храбрецов, которых иногда встречает журналист, который решает разоблачать то, что он считает правонарушением, независимо от личного риска». В 2000 году к Колесникову обратился Николай Шамалов, близкий соратник Путина. Шамалов от имени Путина предложил следующую схему: «Петромеду» будет поручено осуществить ряд проектов в области инфраструктуры здравоохранения, финансируемых олигархами, в том числе Романом Абрамовичем. Часть пожертвований будет перекачиваться в инвестиционный фонд, непрозрачно контролируемый Путиным.
Эта схема была реализована, в том числе «Проект Юг», он же Дворец Путина, которым руководил Шамалов. Колесников утверждал[когда?]

, что разочаровался, когда после финансового кризиса 2008 года ему дали указание направить все средства во Дворец Путина и закрыть инвестиционные проекты, от которых зависело благосостояние людей. В сентябре 2010 года он уехал из России, решив стать информатором. После консультации с юристами и встречи с обозревателем Washington Post Дэвидом Игнатиусом он опубликовал свое письмо Медведеву, которое было встречено официальными опровержениями. Правдоподобность этих опровержений была подорвана расследованиями «Новой газеты», которые выявили бумажный след, ведущий к Кремлю.
На вопрос Маши Гессен, почему он стал разоблачителем, он ответил[когда?]

: «С одной стороны, это сложный вопрос, с другой стороны, простой. Если ты русский, если Россия — твоя родина и если ты можешь что-то для нее сделать, то поступок совершенно естественный. Иногда я задавался вопросом, смогу ли я, например, «перейти через край», как это сделал мой отец. Ну, я пришел к выводу, что, возможно, смогу». В отношении сегодняшней России он настроен пессимистично: «Мой анализ привел к выводу, что в стране нет реального положительного развития. Страна катится к коллапсу. Причем, для действительно серьезного коллапса, возможно, революции. А учитывая, что сегодня Россия — ядерная держава, а революция в стране, где имеется огромное количество ядерного оружия, — вещь невероятно опасная для существования всего мира, я пришел к выводу, что надо что-то делать. Это были главные мотивы моего решения написать письмо. Ну, в конце концов, скажем так, большую часть своей жизни я прожил, у меня есть дети и внуки, и не только я, все».

## Награды
- Большой почётный знак «За заслуги перед Австрийской Республикой» (2004, Австрия)[12].

#### Телеинтервью
- Дворец Путина. Обращение С. Колесникова
- Дворец Путина. Рассказывает С. Колесников